# Pieni Kuumujärvi
Pieni Kuumujärvi är en sjö i Finland. Den ligger i kommunen Kuhmo i landskapet Kajanaland, i den centrala delen av landet, 500 km nordost om huvudstaden Helsingfors. Pieni Kuumujärvi ligger 213,9 meter över havet. Den är 7,9 meter djup. Arean är 1,83 kvadratkilometer och strandlinjen är 14,33 kilometer lång. Sjön  ingår i Uleälvens huvudavrinningsområde.   
I övrigt finns följande i Pieni Kuumujärvi:
- Niskasaari (en ö)

I övrigt finns följande vid Pieni Kuumujärvi:
- Korkeavaara (en kulle)